# Johan Hellsten
Johan Hellsten (* 25. Dezember 1975 in Malmö) ist ein schwedischer Schachspieler.

## Erfolge
Trainiert wurde er von Conny Holst (* 1955). 1991 wurde er schwedischer U20-Juniorenmeister, im Juli 2006 wurde er in Göteborg schwedischer Einzelmeister.
Er gewann folgende Turniere (oder wurde geteilter Erster):
- 2002: Valdivia (Chile)
- 2003: Gyula (Ungarn), Santa Cruz (Bolivien), Ikaria (Griechenland), Menton (Frankreich)
- 2004: Pinamar (Argentinien)
- 2005: Santiago (Chile), Santa Cruz (Bolivien), Mendoza (Argentinien), Guayaquil (Ecuador)
- 2009: Ambato (Ecuador)

Dadurch, dass er seit März 2003 an der Universidad de Tarapacá, einer Universität in der norchilenischen Wüstenstadt Arica, für einige Jahre den Schachsport lehrt, spielt er viele Turniere in Südamerika. Er hatte sich schon seit 2002 in Südamerika aufgehalten und dort den Kontakt hergestellt.
Er nahm für die schwedische Nationalmannschaft an drei Schacholympiaden teil: 1996 in Jerewan, 2004 in Calvià und 2006 in Turin. Bei allen drei Turnieren hatte er ein positives Ergebnis (59,1 %, 54,5 % und 61,1 %). Bei Schacheuropameisterschaften, an denen er drei Mal mit der Nationalmannschaft teilnahm, holte er 1997 in Pula eine Goldmedaille für sein Ergebnis von 6,5 aus 8 am vierten Brett (81,3 %) und 2005 in Göteborg eine Bronzemedaille für sein Ergebnis von 5,5 aus 8 am zweiten Brett (68,8 %).
In Schweden spielte er für den Malmöer Verein Limhamns SK, er hat aber auch schon in der griechischen Liga gespielt. In der deutschen Schachbundesliga spielte er von Saison 1997/98 bis 2001/02 für die Schachfreunde Neukölln.

## Statistik
Im Jahre 1995 wurde er Internationaler Meister, seit 2004 trägt er den Titel Schachgroßmeister. Seine Elo-Zahl beträgt 2550 (Stand: Mai 2021), er wird jedoch als inaktiv geführt, da er seit seinem Gewinn des Turniers im ecuadorianischen Ambato im Januar 2009 keine gewertete Partie mehr gespielt hat. Mit der Elo-Zahl von 2550 läge er auf dem fünften Platz der schwedische Elo-Rangliste. Hellstens beste bisherige Elo-Zahl war 2592 im Oktober 2006.
Hellsten eröffnet fast ausschließlich mit dem Zug d2–d4.

## Veröffentlichungen
- Play the Sicilian Kan: A Dynamic and Flexible Repertoire for Black. Everyman Chess, London 2008, ISBN 978-1-85744-581-7.
- Mastering Chess Strategy. Everyman Chess, London 2010, ISBN 978-1-85744-648-7.
- Mastering Opening Strategy. Everyman Chess, London 2012, ISBN 978-1-85744-692-0.
- Mastering Endgame Strategy. Everyman Chess, London 2013, ISBN 978-1-71894-018-5.